# Château du Haut-Clairvaux
Le château du Haut-Clairvaux est situé sur la commune de Scorbé-Clairvaux, dans le département de la Vienne.

## Situation
Sur la colline du Haut-Clairvaux, le château du même nom domine la vallée de l'Envigne.

## Historique
Le château est situé géographiquement en Poitou, mais sur une terre conquise au Xe siècle par Geoffroy Ier d'Anjou, Comte d'Anjou. Le début de l'édification du château date du XIe siècle, en 1030 sous la responsabilité de la Seigneurie de Clairvaux (Hugues Ier de Clairvaux dit Hugues Mange-Breton, Hugo Manduca Britonem, Hugues de Clervaux, proche du Comte d'Anjou - Foulque Nerra, Geoffroy Martel).
Clairvaux profite alors d'une position stratégique importante (Situé entre les Comtés d'Anjou et d'Aquitaine, et surplombant la vallée de l'Envigne). En 1182, Richard Cœur de Lion, futur Roi d'Angleterre, et alors Duc d'Aquitaine, en demande la fortification. Officiellement une manière de marquer son contrôle sur le vicomte Guillaume de Châtellerault, et peut-être plus officieusement d'anticiper un conflit avec son frère. Le château ainsi fortifié était alors constitué d'un donjon flanqué de sept tours crénelées, entouré de vastes douves et fossés. L'ouvrage était ainsi voué à tenir une position stratégique forte. Cette forteresse (citée "Clairvaux", "Clervaux", "Glairvaux" ou "Clarasvalls" dans les textes) fera alors logiquement l'objet d'un casus belli entre Richard et son frère Henri le Jeune, celui-ci estimant que l'opération de fortification était dirigée contre lui.
Bertran De Born, troubadour, mêlé aux luttes entre Richard et Henri Le Jeune, associé à la Ligue formée par les seigneurs de Ventadour, de Combor, de Ségur, de Gordon et le comte de Périgord, contre Richard Cœur de Lion, fit ainsi échos aux propos d'alors:

« Entre le Poitou et L’Ile-Bouchard,

Et Mirebeau et Loudun et Chinon,

A Clairvaux on a bâti sans crainte,

Un beau château, et mis en rase campagne.

Mais je ne veux pas que le sache ni le voie,

Le Jeune Roi, car il ne le trouvera pas bon.

Mais j’ai peur, puisqu’il est si fortement éclatant,

Qu’il le verra bien de Mateflon ! »

La fortification fut l'objet d'échanges vigoureux entre Richard Cœur de Lion, son frère aîné Henri Le Jeune, et leur père Henri II, notamment à Noël 1182. Il sera décidé ce jour-là que le château passerait sous la responsabilité d'Henri II le père de manière à calmer la dispute entre les deux frères. Henri Le Jeune mourut en juin 1183 ce qui mit fin à ce casus belli. 
En 1569, au cours des guerres de Religion, au moment de la bataille de Moncontour, le château du Haut-Clairvaux est occupé par le Capitaine Teil, qui soutient alors le parti de l'amiral de Coligny. Après son abandon à la fin du XVIe siècle, le château est démantelé et ses pierres sont remployées pour les constructions locales. De l'imposante construction, une tour, probablement la plus petite, et une chapelle seigneuriale ont été conservées. La chapelle et la tour sont classés au titre des monuments historiques par arrêté du 25 novembre 1926.
Le château est partiellement restauré en 1995. Les vestiges du château sont inscrits par arrêté du 25 mars 2024. 

## Fouilles archéologiques
Le château du Haut-Clairvaux a été fouillé pendant plusieurs campagnes de 2014 à 2017 puis de 2018 à 2020 sous la direction de Didier Delhoume (jusqu'en 2016), puis de Nicolas Prouteau. Les fouilles se sont révélées prometteuses : « Porterie monumentale protégée par une barbacane, fossés très profonds, tour maîtresse en fer à cheval constituant un unicum en France et en Angleterre, le Haut-Clairvaux apparaît désormais comme un programme majeur de Richard Cœur de Lion mis en œuvre dans les années 1180-1200. On pourrait même dire que le Haut-Clairvaux est le “ Château-Gaillard ” de l’Aquitaine ! ».